# EC-130 Commando Solo

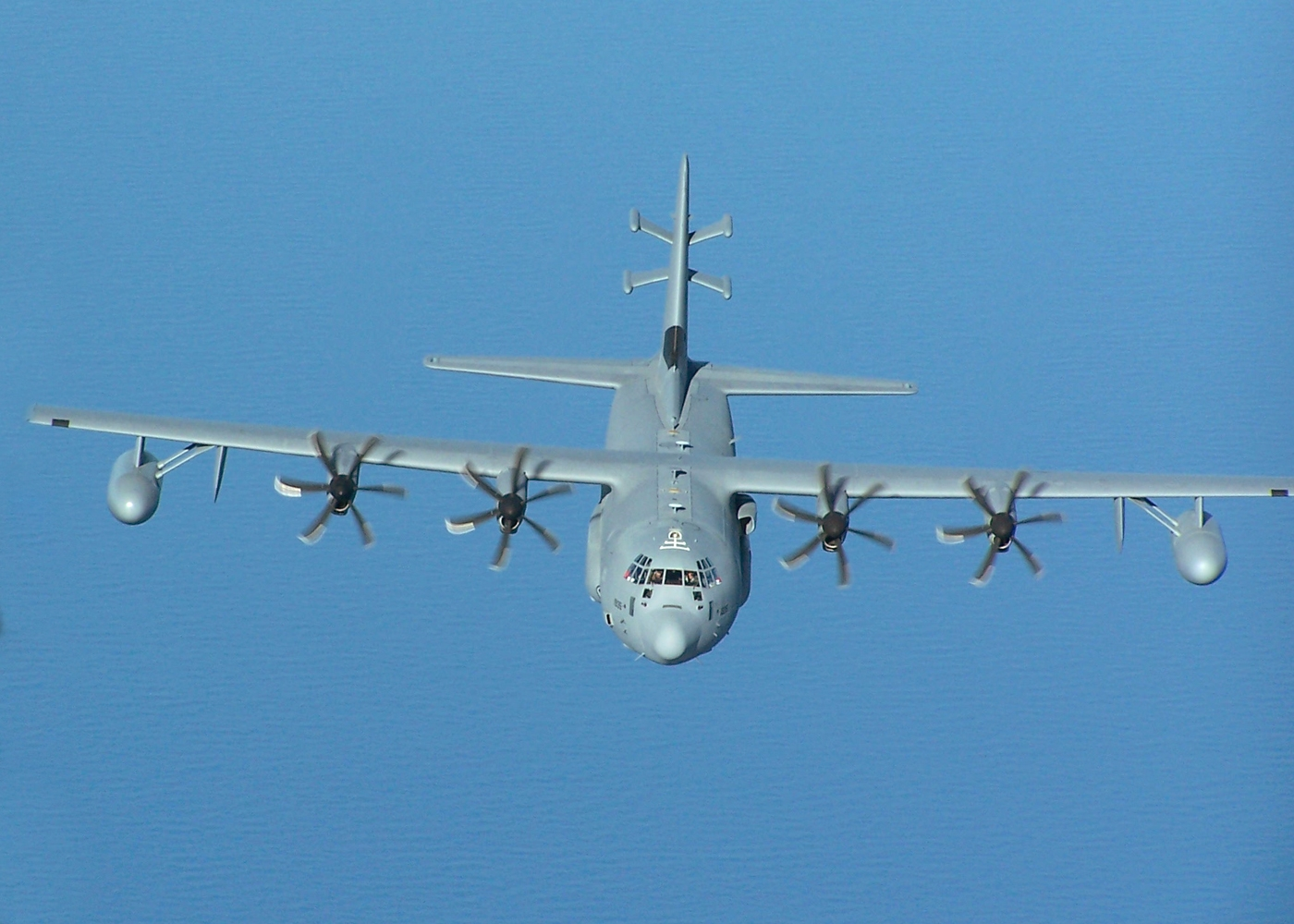
Un EC-130J Commando Solo în aer

Lockheed Martin EC-130 e un avion de comandă. A fost introdus în 1995, de atunci fiind construite 21 de bucăți. E în serviciul United States Air Force. 
Standardul "J" este cea mai modernă versiune a aparatului. Numai 3 aparate sunt actualmente în serviciul United States Air Force, desfășurănd operațiuni de război psihologic.